# Saracens Football Club 2024-2025
Questa voce raccoglie le informazioni riguardanti i Saracens nelle competizioni ufficiali della stagione 2024-2025.

## Trasferimenti
Dati aggiornati al 14 luglio 2024.
I giocatori contrassegnati con la lettera (A) sono Academic Players.

### Acquisti
| Ruolo               | Giocatore            | Modalità                             | Provenienza   |
| ------------------- | -------------------- | ------------------------------------ | ------------- |
| pilone              | Fraser Balmain       | acquisto definitivo                  | Gloucester    |
| pilone              | Rhys Carré           | acquisto definitivo                  | Cardiff Rugby |
| seconda linea       | Harry Wilson         | acquisto definitivo                  | Doncaster     |
| mediano di mischia  | Callum Braley        | prestito (injury cover)              | Northampton   |
| mediano di apertura | Fergus Burke         | acquisto definitivo                  | Crusaders     |
| Tre quarti centro   | Sam Spink            | acquisto definitivo                  | Western Force |
| Academy             |                      |                                      |               |
| pilone              | Phil Brantingham (A) | acquisto definitivo                  | Newcastle     |
| mediano di apertura | Louie Johnson (A)    | acquisto definitivo                  | Newcastle     |
| Durante la stagione |                      |                                      |               |
| mediano di apertura | Tim Swiel            | acquisto temporaneo (injury cover)   | svincolato    |
| mediano di apertura | Tiff Eden            | acquisto temporaneo (trial contract) | Zebre         |
| estremo             | Liam Williams        | acquisto definitivo                  | Kubota Spears |
| pilone              | Eoghan Clarke        | acquisto definitivo                  | Munster       |
| terza linea         | Carwyn Tuipulotu     | prestito breve                       | Scarlets      |

### Cessioni
| Ruolo               | Giocatore              | Modalità                      | Destinazione    |
| ------------------- | ---------------------- | ----------------------------- | --------------- |
| pilone              | Logovi'i Mulipola      | fine contratto                | Doncaster       |
| pilone              | Mako Vunipola          | fine contratto                | Vannes          |
| pilone              | Christian Judge        | fine contratto                | Béziers         |
| pilone              | Tom West               | fine contratto                | Northampton     |
| pilone              | Ralph Adams-Hale       | ritiro                        |                 |
| tallonatore         | Tom Woolstencroft      | ritiro                        |                 |
| seconda linea       | Callum Hunter-Hill     | fine contratto                | Northampton     |
| seconda linea       | Cameron Boon           | ritiro                        |                 |
| terza linea         | Billy Vunipola         | fine contratto                | Montpellier     |
| terza linea         | Ollie Stonham          | fine contratto                |                 |
| mediano di mischia  | Aled Davies            | fine contratto                | Cardiff Rugby   |
| mediano di apertura | Owen Farrell           | fine contratto                | Racing 92       |
| mediano di apertura | Manu Vunipola          | fine contratto                |                 |
| tre quarti ala      | Sean Maitland          | ritiro                        |                 |
| tre quarti ala      | Alex Lewington         | ritiro                        |                 |
| tre quarti ala      | Ben Harris             | fine contratto                | Ealing          |
| Academy             |                        |                               |                 |
| pilone              | Jevaughn Warren (A)    | fine contratto                | Coventry        |
| terza linea         | Alex Wardell (A)       | fine contratto                | London Scottish |
| mediano di apertura | Finn Newton (A)        | fine contratto                | Tolone          |
| tre quarti centro   | Jenson McInulty (A)    | fine contratto                |                 |
| tre quarti ala      | Francis Moore (A)      | fine contratto                | Ealing          |
| Durante la stagione |                        |                               |                 |
| mediano di apertura | Tim Swiel              | fine contratto (injury cover) | Chicago Hounds  |
| terza linea         | Izaiha Moore-Aiono (A) | cessione (injury cover)       | Castres         |
| tre quarti centro   | Max Clark              | cessione (injury cover)       | Newcastle       |
| estremo             | Tom Parton             | cessione                      | Wild Knights    |
| pilone              | Kapeli Pifeleti        | cessione                      | Provenza        |
| pilone              | Sam Crean              | prestito breve                | Ulster          |
| terza linea         | Carwyn Tuipulotu       | fine prestito breve           | Scarlets        |
| mediano di mischia  | Callum Braley          | fine prestito (injury cover)  | Northampton     |

## Risultati
Dati aggiornati al 31 marzo 2025.

### Premiership Rugby

#### Regular season
| Arbitro: | Maxwell-Keys |

|                                             |      |                                                             |
| Thomas 41’ Clarke 56’ Clement 71’ Blake 77’ | mt   | 16’ Segun 23’ van Zyl 34’ Elliott 41’ Christie 60’ Christie |
| Barton 42’ Barton 72’ Barton 77’            | tr   | 25’ Burke 42’ Burke                                         |
|                                             | c.p. | 53’ Burke 64’ Burke                                         |

| Arbitro: | Woodthorpe |

|                                                                                        |      |                                          |
| Elliott 52’ Daly 63’ George 70’ Daly 85’                                               | mt   | 19’ Warr 61’ Lowan-Dickie 79’ O'Flaherty |
| Lozowski 53’ Lozowski 86’                                                              | tr   | 21’ R. du Preez                          |
| Lozowski 10’ Daly 24’ Lozowski 27’ Lozowski 36’ Lozowski 43’ Lozowski 46’ Lozowski 73’ | c.p. | 2’ Ford 43’ R. du Preez 55’ R. du Preez  |

| Arbitro: | Dickson |

|                                                    |    |                     |
| George 17’ Elliott 22’ Earl 31’ Burke 37’ Earl 41’ | mt | 34’ Hodge 61’ Hodge |
| Lozowski 23’ Lozowski 32’                          | tr | 36’ Hodge 62’ Hodge |

| Arbitro: | Ridley |

|                           |            |              |
| F. Baxter 26’ Anyanwu 52’ | mt         | 48’ Tizard   |
| Smith 27’ Smith 53’       | tr         | 48’ Lozowski |
| Smith 70’                 | c.p.       | 74’ Lozowski |
| Millard                   | Allenatori | McCall       |

| Arbitro: | Woodthorpe |

|                                                            |            |                                                     |
| Harding 1’ Randall 18’ Harding 36’ Harding 40’ Fricker 43’ | mt         | 15’ Knight 24’ Segun 45’ Daly 71’ Daly              |
| MacGinty 36’ MacGinty 42’                                  | tr         | 15’ Lozowski 25’ Lozowski 47’ Lozowski 73’ Lozowski |
| MacGinty 10’ MacGinty 59’                                  | c.p.       | 38’ Lozowski 52’ Lozowski 82’ Lozowski              |
| Lam                                                        | Allenatori | McCall                                              |

| Arbitro: | Carley |

|                                                  |      |                                                     |
| Tompkins 17’ Swiel 26’ González 65’ Hadfield 71’ | mt   | 19’ Hassell-Collins 23’ Perese 41’ Wand 46’ Montoya |
| Swiel 17’ Swiel 27’ Swiel 71’                    | tr   | 20’ Pollard 47’ Pollard                             |
| Swiel 37’                                        | c.p. | 13’ Pollard 57’ Pollard                             |

| Arbitro: | Carley |

|                       |      |                        |
| Hearle 22’ Radwan 33’ | mt   | 17’ Elliott 77’ Willis |
| Connon 23’ Connon 34’ | tr   | 78’ Burke              |
| Connon 2’             | c.p. |                        |

| Arbitro: | Leal |

|                                                           |      |                                                        |
| Burke 11’ Carré 24’ Dan 29’ Burke 36’ George 58’ Earl 60’ | mt   | 43’ Freeman 48’ Pearson 75’ Sleightholme 78’ McParland |
| Burke 12’ Burke 37’ Burke 62’                             | tr   | 43’ Smith 78’ Smith                                    |
| Burke 81’                                                 | c.p. |                                                        |

| Arbitro: | Dickson |

| |      |              |
| Meta tecnica 4’ du Toit 14’ Redpath 23’ Muir 36’ Cokanasiga 44’ Muir 55’ Underhill 61’ Lawrence 71’ Cokanasiga 75’ Muir 78’ | mt   | 66’ Pifeleti |
| Russell 15’ Russell 24’ Russell 37’ Russell 57’ Russell 63’ Russell 72’ Russell 76’ Russell 79’                             | tr   | 66’ Burke    |
| | c.p. | 19’ Burke    |

| Arbitro: | Carley |

|                                                    |      |                                                 |
| Willis 7’ Burke 16’ Willis 39’ Cinti 47’ Burke 77’ | mt   | 20’ Randall 61’ Ravouvou 73’ Thacker 80’ Heenan |
| Lozowski 8’ Lozowski 17’                           | tr   | 21’ Worsley 62’ Byrne 73’ Byrne                 |
| Daly 33’ Lozowski 70’                              | c.p. |                                                 |

| Arbitro: | Tempest |

|                                                  |      |                                  |
| Innard 9’ Rigg 50’ Wyatt 63’ Roots 65’ Frost 72’ | mt   | 25’ Elliott 59’ Elliott 81’ Mawi |
| Skinner 64’ Skinner 66’ Skinner 73’              | tr   | 60’ Lozowski 82’ Lozowski        |
|                                                  | c.p. | 1’ Lozowski                      |

| Arbitro: | Leal |

|                          |      |                                  |
| McFarland 4’ Elliott 38’ | mt   | 59’ Waghorn 78’ Porter           |
| Lozowski 5’              | tr   | 60’ Benson 79’ Benson            |
|                          | c.p. | 68’ Benson 70’ Benson 76’ Benson |

| Arbitro: | Pearce |

|                                           |      |                                         |
| Steward 18’ Liebenberg 40’ Liebenberg 41’ | mt   | 3’ George 10’ González 45’ Hall 62’ Dan |
| Pollard 19’ Pollard 42’                   | tr   | 4’ Lozowski 11’ Lozowski 63’ Burke      |
| Pollard 26’                               | drop | 37’ Lozowski                            |

| Arbitro: | Leal |

|                                                               |    |                          |
| Segun 9’ Tompkins 25’ Dan 44’ Dan 51’ González 69’ George 74’ | mt | 6’ Harris 33’ Carreras   |
| Burke 26’ Burke 45’ Burke 52’                                 | tr | 7’ Carreras 34’ Carreras |

| Barton upon Irwell 25 aprile 2025, ore 19:30 UTC+1 15ª giornata | Sale Sharks               | – | Saracens | Salford Community Stadium\| Arbitro: \| |
| Arbitro:                                                        | non conosciuta (bandiera) |   |          |                                         |

### Premiership Rugby Cup
Prendendo parte al Premiership Rugby, i Saracens si sono automaticamente qualificati per partecipare alla Premiership Rugby Cup.
I Saracens sono stati aggregati al Gruppo C insieme ad Ealing Trailfinders, Harlequins e London Scottish.

#### Fase a gironi (Gruppo C)
| Arbitro: | James |

|                                                                          |    |                                       |
| Farrar 1’ Bird-Tulloch 6’ Bird-Tulloch 27’ Meta tecnica 32’ Kernohan 44’ | mt | 39’ Jackson 52’ H. Wilson 78’ Jackson |
| Jones 2’                                                                 | tr | 52’ Swiel 79’ Swiel                   |

| Arbitro: | Gordon |

| |      |                                                    |
| Eke 5’ Hadfield 11’ Michelow 17’ Jackson 23’ Hadfield 27’ Hadfield 30’ Braley 40’ Hadfield 48’ Hadfield 51’ Hadfield 58’ Moore-Aiono 61’ Hall 62’ Hall 65’ J. Bracken 70’ Hammick 74’ | mt   | 13’ Nutton 45’ Bellamy 53’ Talbot-Davies 79’ Brown |
| Swiel 6’ Swiel 12’ Swiel 18’ Swiel 24’ Swiel 28’ Swiel 31’ Swiel 41’ Swiel 49’ Swiel 52’ Eden 61’ Eden 64’ Eden 71’                                                                   | tr   | 13’ Wilstead 53’ Wilstead                          |
| | c.p. | 6’ Wilstead                                        |

| Arbitro: | Jones |

|                                      |      |                                            |
| Elliott 7’ Sylvester 36’ Hartley 75’ | mt   | 4’ Walker 16’ Green 52’ Anyanwu 80’ Jibulu |
| Eden 8’ Eden 37’                     | tr   | 18’ Benson 53’ Benson 81’ Benson           |
| Eden 12’ Eden 59’ Eden 72’           | c.p. |                                            |

| Arbitro: | Jones |

|                                                                  |      |                                                                              |
| Tuipulotu 14’ Jackson-Richards 17’ Eden 70’ Jackson-Richards 70’ | mt   | 4’ Willemse 10’ Bird-Tulloch 21’ Wilson 26’ Wilson 72’ Bird-Tulloch 76’ Reid |
| Johnson 34’ Johnson 80’                                          | tr   | 5’ Jones 11’ Jones 74’ Jones 77’ Jones                                       |
|                                                                  | c.p. | 1’ Jones 48’ Jones 54’ Jones 62’ Jones                                       |

| Arbitro: | Hudson |

|  |      |                                        |
|  | mt   | 39’ O. Wilson 66’ O. Wilson 80’ Tizard |
|  | tr   | 40’ Johnson                            |
|  | c.p. | 8’ Johnson                             |

| Arbitro: | Selwood |

|                                             |      |                                                               |
| Jones 9’ Lewies 22’ Dombrandt 30’ Green 52’ | mt   | 12’ Jackson-Richards 37’ Eke 46’ Elliott 58’ Jackson-Richards |
| Halfpenny 23’ Halfpenny 31’ Evans 54’       | tr   | 47’ Johnson 59’ Johnson                                       |
| Evans 74’                                   | c.p. | 76’ Johnson                                                   |

Classificandosi al 3º posto nel Gruppo C, i Saracens sono stati eliminati dalla Premiership Rugby Cup.

### Champions Cup
Arrivando al 4º posto nella regular season della Premiership Rugby della scorsa stagione, i Saracens hanno ottenuto accesso alla Champions Cup. Dal sorteggio effettuato il 2 luglio 2024, i Saracens sono stati aggregati nel Gruppo 3 insieme a Bulls (Sudafrica), Castres (Francia), Munster (Irlanda), Northampton Saints (Inghilterra) e Stade français (Francia).

#### Fase a gironi (Gruppo 3)
| Arbitro: | Evans |

|                                          |      |              |
| Carré 22’ George 48’ Willis 56’ Earl 64’ | mt   | 10’ de Klerk |
| Burke 49’ Burke 57’                      | tr   |              |
| Burke 35’                                | c.p. |              |

| Arbitro: | Davidson |

|                       |      |                                 |
| Dakuwaqa 3’ Barré 68’ | mt   | 23’ Williams 45’ George 73’ Dan |
| Henry 4’ Barré 69’    | tr   | 24’ Burke 74’ Burke             |
| Henry 12’             | c.p. | 32’ Burke 37’ Burke 63’ Burke   |

| Arbitro: | Brousset |

|                         |      |                                                |
| Bleuler 59’ Hodnett 63’ | mt   |                                                |
| Crowley 60’ Crowley 65’ | tr   |                                                |
| Crowley 25’             | c.p. | 1’ Lozowski 10’ Lozowski 45’ Daly Lozowski 69’ |

| Arbitro: | Piardi |

|                                  |      |                                                |
| Dan 6’ Earl 35’ Earl 40’ Dan 49’ | mt   | 2’ Tukino 26’ Séguret 53’ Chabouni 64’ Séguret |
| Lozowski 7’ Lozowski 41’         | tr   | 3’ Le Brun 27’ Le Brun 65’ Le Brun             |
|                                  | c.p. | 43’ Le Brun 79’ Le Brun                        |

Classificandosi al 4° posto nel Gruppo 3, i Saracens si sono qualificati alla fase ad eliminazione diretta.

#### Fase ad eliminazione diretta
Con il 4° posto ottenuto nella fase a gironi, i Saracens si sono qualificati come 1ª testa di serie tra le 4 squadre classificatesi al 4° posto nella stessa fase. In tal modo, i Saracens sono stati accoppiati alla 4ª testa di serie tra le 4 squadre classificatesi al 1° posto nella fase a gironi.

##### Ottavi di finale
Agli ottavi di finale, i Saracens sono stati accoppiati al Toulon (Francia), 4ª testa di serie tra le 4 squadre classificatesi al 1° posto nella fase a gironi.
| Arbitro: | Amashukeli |

| |      |                                                                           |
| Wainiqolo 5’ Isa 35’ Jaminet 39’ Alainu'uese 44’ Isa 55’ Isa 59’ Fainga'anuku 62’ Jaminet 70’ Serin 74’ Tuicuvu 76’ | mt   | 3’ González 7’ Tompkins 16’ Hartley 22’ González 31’ van Zyl 65’ Hadfield |
| Jaminet 6’ Jaminet 35’ Jaminet 40’ Jaminet 55’ Jaminet 60’ Jaminet 63’ Jaminet 75’ Jaminet 77’                      | tr   | 4’ Burke 8’ Burke 17’ Burke 23’ Burke 32’ Burke 66’ Burke                 |
| Jaminet 12’ Jaminet 14’                                                                                             | c.p. |                                                                           |

Con la sconfitta subita per mano del Toulon con il punteggio di 42-72, i Saracens sono stati eliminati agli ottavi di finale di Champions Cup.

## Statistiche
Dati aggiornati al 31 marzo 2025.

### Statistiche di squadra
| Competizione    | Punti | In casa | In casa | In casa | In casa | In casa | In casa | In trasferta | In trasferta | In trasferta | In trasferta | In trasferta | In trasferta | Totale | Totale | Totale | Totale | Totale | Totale | Totale |
| Competizione    | Punti | G       | V       | N       | P       | Ptf     | Pts     | G            | V            | N            | P            | Ptf          | Pts          | G      | V      | N      | P      | Ptf    | Pts    | Diff.  |
| --------------- | ----- | ------- | ------- | ------- | ------- | ------- | ------- | ------------ | ------------ | ------------ | ------------ | ------------ | ------------ | ------ | ------ | ------ | ------ | ------ | ------ | ------ |
| Premiership     | 44    | 7       | 5       | 0       | 2       | 225     | 159     | 7            | 3            | 0            | 4            | 155          | 216          | 14     | 8      | 0      | 6      | 380    | 375    | +5     |
| Premiership Cup | 19    | 3       | 2       | 0       | 1       | 156     | 103     | 3            | 2            | 0            | 1            | 69           | 58           | 6      | 4      | 0      | 2      | 225    | 161    | +64    |
| Champions Cup   | 11    | 2       | 1       | 0       | 1       | 51      | 37      | 3            | 1            | 0            | 2            | 82           | 106          | 5      | 2      | 0      | 3      | 133    | 143    | -10    |
| Totale          | -     | 12      | 8       | 0       | 4       | 432     | 299     | 13           | 6            | 0            | 6            | 306          | 380          | 25     | 13     | 0      | 11     | 738    | 679    | +59    |

### Andamento in campionato
| Giornata  | 1 | 2 | 3 | 4 | 5 | 6 | 7 | 8 | 9 | 10 | 11 | 12 | 13 | 14 | 15 | 16 | 17 | 18 |
| --------- | - | - | - | - | - | - | - | - | - | -- | -- | -- | -- | -- | -- | -- | -- | -- |
| Luogo     | T | C | C | T | T | C | T | C | T | C  | T  | C  | T  | C  |    |    |    |    |
| Risultato | V | V | V | P | V | P | P | V | P | V  | P  | P  | V  | V  |    |    |    |    |
| Posizione | 2 | 1 | 1 | 2 | 1 | 4 | 4 | 3 | 4 | 3  | 5  | 7  | 5  | ?  |    |    |    |    |

Legenda:

Luogo: C = Casa; T = Trasferta. Risultato: R = Rinviata; V = Vittoria; N = Pareggio; P = Sconfitta.

### Statistiche individuali
| Giocatore      | Premiership | Premiership | Premiership | Premiership | Premiership | Premiership | Premiership | Premiership | Premiership Cup | Premiership Cup | Premiership Cup | Premiership Cup | Premiership Cup | Premiership Cup | Premiership Cup | Premiership Cup | Champions Cup | Champions Cup | Champions Cup | Champions Cup | Champions Cup | Champions Cup | Champions Cup | Champions Cup | Totali | Totali | Totali | Totali | Totali | Totali | Totali | Totali |
| Giocatore      | G           | M           | D           | Pu          | T           | Pti         | CG          | CR          | G               | M               | D               | Pu              | T               | Pti             | CG              | CR              | G             | M             | D             | Pu            | T             | Pti           | CG            | CR            | G      | M      | D      | Pu     | T      | Pti    | CG     | CR     |
| -------------- | ----------- | ----------- | ----------- | ----------- | ----------- | ----------- | ----------- | ----------- | --------------- | --------------- | --------------- | --------------- | --------------- | --------------- | --------------- | --------------- | ------------- | ------------- | ------------- | ------------- | ------------- | ------------- | ------------- | ------------- | ------ | ------ | ------ | ------ | ------ | ------ | ------ | ------ |
| F. Balmain     | 5           | 0           | 0           | 0           | 0           | 0           | 0           | 0           | 2               | 0               | 0               | 0               | 0               | 0               | 0               | 0               | 1             | 0             | 0             | 0             | 0             | 0             | 0             | 0             | 8      | 0      | 0      | 0      | 0      | 0      | 0      | 0      |
| H. Beaton      | 0           | 0           | 0           | 0           | 0           | 0           | 0           | 0           | 4               | 0               | 0               | 0               | 0               | 0               | 0               | 0               | 1             | 0             | 0             | 0             | 0             | 0             | 0             | 0             | 5      | 0      | 0      | 0      | 0      | 0      | 0      | 0      |
| C. Bracken     | 4           | 0           | 0           | 0           | 0           | 0           | 0           | 0           | 5               | 0               | 0               | 0               | 0               | 0               | 0               | 0               | 0             | 0             | 0             | 0             | 0             | 0             | 0             | 0             | 9      | 0      | 0      | 0      | 0      | 0      | 0      | 0      |
| J. Bracken     | 0           | 0           | 0           | 0           | 0           | 0           | 0           | 0           | 3               | 2               | 0               | 0               | 0               | 10              | 0               | 0               | 0             | 0             | 0             | 0             | 0             | 0             | 0             | 0             | 3      | 2      | 0      | 0      | 0      | 10     | 0      | 0      |
| P. Brantingham | 7           | 0           | 0           | 0           | 0           | 0           | 0           | 0           | 3               | 0               | 0               | 0               | 0               | 0               | 1               | 0               | 3             | 0             | 0             | 0             | 0             | 0             | 0             | 0             | 13     | 0      | 0      | 0      | 0      | 0      | 1      | 0      |
| F. Burke       | 12          | 5           | 0           | 4           | 11          | 59          | 0           | 0           | 0               | 0               | 0               | 0               | 0               | 0               | 0               | 0               | 5             | 0             | 0             | 4             | 10            | 32            | 0             | 0             | 17     | 5      | 0      | 8      | 21     | 91     | 0      | 0      |
| R. Carré       | 10          | 1           | 0           | 0           | 0           | 5           | 0           | 0           | 1               | 0               | 0               | 0               | 0               | 0               | 0               | 0               | 3             | 1             | 0             | 0             | 0             | 5             | 1             | 0             | 14     | 2      | 0      | 0      | 0      | 10     | 1      | 0      |
| A. Christie    | 7           | 2           | 0           | 0           | 0           | 10          | 0           | 0           | 0               | 0               | 0               | 0               | 0               | 0               | 0               | 0               | 1             | 0             | 0             | 0             | 0             | 0             | 0             | 0             | 8      | 2      | 0      | 0      | 0      | 10     | 0      | 0      |
| L. Cinti       | 4           | 1           | 0           | 0           | 0           | 5           | 0           | 0           | 0               | 0               | 0               | 0               | 0               | 0               | 0               | 0               | 3             | 0             | 0             | 0             | 0             | 0             | 0             | 0             | 7      | 1      | 0      | 0      | 0      | 5      | 0      | 0      |
| A. Clarey      | 11          | 0           | 0           | 0           | 0           | 0           | 1           | 0           | 4               | 0               | 0               | 0               | 0               | 0               | 0               | 0               | 3             | 0             | 0             | 0             | 0             | 0             | 0             | 0             | 18     | 0      | 0      | 0      | 0      | 0      | 1      | 0      |
| E. Clarke      | 0           | 0           | 0           | 0           | 0           | 0           | 0           | 0           | 1               | 0               | 0               | 0               | 0               | 0               | 0               | 0               | 0             | 0             | 0             | 0             | 0             | 0             | 0             | 0             | 1      | 0      | 0      | 0      | 0      | 0      | 0      | 0      |
| E. Daly        | 10          | 4           | 0           | 2           | 0           | 26          | 0           | 0           | 0               | 0               | 0               | 0               | 0               | 0               | 0               | 0               | 4             | 0             | 0             | 1             | 0             | 3             | 0             | 0             | 14     | 4      | 0      | 3      | 0      | 29     | 0      | 0      |
| T. Dan         | 10          | 4           | 0           | 0           | 0           | 20          | 0           | 0           | 0               | 0               | 0               | 0               | 0               | 0               | 0               | 0               | 5             | 3             | 0             | 0             | 0             | 15            | 0             | 0             | 15     | 7      | 0      | 0      | 0      | 35     | 0      | 0      |
| L. Davidson    | 0           | 0           | 0           | 0           | 0           | 0           | 0           | 0           | 1               | 0               | 0               | 0               | 0               | 0               | 0               | 0               | 0             | 0             | 0             | 0             | 0             | 0             | 0             | 0             | 1      | 0      | 0      | 0      | 0      | 0      | 0      | 0      |
| B. Earl        | 9           | 3           | 0           | 0           | 0           | 15          | 0           | 0           | 0               | 0               | 0               | 0               | 0               | 0               | 0               | 0               | 4             | 3             | 0             | 0             | 0             | 15            | 0             | 0             | 13     | 6      | 0      | 0      | 0      | 30     | 0      | 0      |
| T. Eden        | 0           | 0           | 0           | 0           | 0           | 0           | 0           | 0           | 4               | 1               | 0               | 3               | 5               | 24              | 0               | 0               | 2             | 0             | 0             | 0             | 0             | 0             | 0             | 0             | 6      | 1      | 0      | 3      | 5      | 24     | 0      | 0      |
| M. Eke         | 1           | 0           | 0           | 0           | 0           | 0           | 0           | 0           | 6               | 2               | 0               | 0               | 0               | 10              | 1               | 0               | 1             | 0             | 0             | 0             | 0             | 0             | 0             | 0             | 8      | 2      | 0      | 0      | 0      | 10     | 1      | 0      |
| T. Elliott     | 13          | 7           | 0           | 0           | 0           | 40          | 0           | 0           | 4               | 2               | 0               | 0               | 0               | 10              | 0               | 0               | 4             | 0             | 0             | 0             | 0             | 0             | 0             | 0             | 21     | 9      | 0      | 0      | 0      | 50     | 0      | 0      |
| J. George      | 11          | 5           | 0           | 0           | 0           | 25          | 0           | 0           | 0               | 0               | 0               | 0               | 0               | 0               | 0               | 0               | 4             | 2             | 0             | 0             | 0             | 10            | 0             | 0             | 15     | 7      | 0      | 0      | 0      | 35     | 0      | 0      |
| J.M. González  | 10          | 3           | 0           | 0           | 0           | 15          | 1           | 0           | 0               | 0               | 0               | 0               | 0               | 0               | 0               | 0               | 5             | 2             | 0             | 0             | 0             | 10            | 0             | 0             | 15     | 5      | 0      | 0      | 0      | 25     | 1      | 0      |
| A. Goode       | 8           | 0           | 0           | 0           | 0           | 0           | 1           | 0           | 2               | 0               | 0               | 0               | 0               | 0               | 0               | 0               | 1             | 0             | 0             | 0             | 0             | 0             | 0             | 0             | 11     | 0      | 0      | 0      | 0      | 0      | 1      | 0      |
| J. Hadfield    | 2           | 1           | 0           | 0           | 0           | 5           | 0           | 0           | 6               | 6               | 0               | 0               | 0               | 30              | 0               | 0               | 1             | 1             | 0             | 0             | 0             | 5             | 0             | 0             | 9      | 7      | 1      | 0      | 0      | 40     | 0      | 0      |
| A. Hall        | 4           | 1           | 0           | 0           | 0           | 5           | 0           | 0           | 3               | 2               | 0               | 0               | 0               | 10              | 0               | 0               | 2             | 0             | 0             | 0             | 0             | 0             | 0             | 0             | 9      | 3      | 0      | 0      | 0      | 15     | 0      | 0      |
| J. Hallett     | 2           | 0           | 0           | 0           | 0           | 0           | 0           | 0           | 4               | 0               | 0               | 0               | 0               | 0               | 0               | 0               | 0             | 0             | 0             | 0             | 0             | 0             | 0             | 0             | 6      | 0      | 0      | 0      | 0      | 0      | 0      | 0      |
| R. Hammick     | 0           | 0           | 0           | 0           | 0           | 0           | 0           | 0           | 3               | 1               | 0               | 0               | 0               | 5               | 0               | 0               | 0             | 0             | 0             | 0             | 0             | 0             | 0             | 0             | 3      | 1      | 0      | 0      | 0      | 5      | 0      | 0      |
| O. Hartley     | 4           | 0           | 0           | 0           | 0           | 0           | 0           | 0           | 4               | 1               | 0               | 0               | 0               | 5               | 0               | 0               | 4             | 1             | 0             | 0             | 0             | 5             | 0             | 0             | 12     | 2      | 0      | 0      | 0      | 10     | 0      | 0      |
| O. Hoskins     | 2           | 0           | 0           | 0           | 0           | 0           | 0           | 0           | 3               | 0               | 0               | 0               | 0               | 0               | 0               | 0               | 0             | 0             | 0             | 0             | 0             | 0             | 0             | 0             | 5      | 0      | 0      | 0      | 0      | 0      | 0      | 0      |
| J. Isaacs      | 0           | 0           | 0           | 0           | 0           | 0           | 0           | 0           | 3               | 0               | 0               | 0               | 0               | 0               | 0               | 0               | 0             | 0             | 0             | 0             | 0             | 0             | 0             | 0             | 3      | 0      | 0      | 0      | 0      | 0      | 0      | 0      |
| N. Isiekwe     | 9           | 0           | 0           | 0           | 0           | 0           | 0           | 0           | 0               | 0               | 0               | 0               | 0               | 0               | 0               | 0               | 3             | 0             | 0             | 0             | 0             | 0             | 0             | 0             | 12     | 0      | 0      | 0      | 0      | 0      | 0      | 0      |
| M. Itoje       | 10          | 0           | 0           | 0           | 0           | 0           | 2           | 0           | 0               | 0               | 0               | 0               | 0               | 0               | 0               | 0               | 4             | 0             | 0             | 0             | 0             | 0             | 0             | 0             | 14     | 0      | 0      | 0      | 0      | 0      | 2      | 0      |
| B. Jackson     | 4           | 0           | 0           | 0           | 0           | 0           | 0           | 0           | 6               | 7               | 0               | 0               | 0               | 35              | 0               | 0               | 1             | 0             | 0             | 0             | 0             | 0             | 0             | 0             | 11     | 7      | 0      | 0      | 0      | 35     | 0      | 0      |
| L. Johnson     | 1           | 0           | 0           | 0           | 0           | 0           | 0           | 0           | 3               | 0               | 0               | 3               | 5               | 16              | 0               | 0               | 1             | 0             | 0             | 0             | 0             | 0             | 0             | 0             | 5      | 0      | 0      | 3      | 5      | 16     | 0      | 0      |
| T. Knight      | 9           | 1           | 0           | 0           | 0           | 5           | 0           | 1           | 2               | 0               | 0               | 0               | 0               | 0               | 1               | 0               | 1             | 0             | 0             | 0             | 0             | 0             | 0             | 0             | 12     | 1      | 0      | 0      | 0      | 5      | 1      | 1      |
| A. Lozowski    | 12          | 0           | 1           | 13          | 16          | 74          | 0           | 0           | 0               | 0               | 0               | 0               | 0               | 0               | 0               | 0               | 2             | 0             | 0             | 3             | 2             | 13            | 0             | 0             | 14     | 0      | 1      | 16     | 16     | 87     | 0      | 0      |
| E. Mawi        | 8           | 1           | 0           | 0           | 0           | 5           | 0           | 0           | 3               | 0               | 0               | 0               | 0               | 0               | 0               | 0               | 4             | 0             | 0             | 0             | 0             | 0             | 0             | 0             | 15     | 1      | 0      | 0      | 0      | 5      | 0      | 0      |
| T. McFarland   | 10          | 1           | 0           | 0           | 0           | 5           | 0           | 0           | 1               | 0               | 0               | 0               | 0               | 0               | 0               | 0               | 3             | 0             | 0             | 0             | 0             | 0             | 0             | 0             | 14     | 1      | 0      | 0      | 0      | 5      | 0      | 0      |
| B. Merrett     | 0           | 0           | 0           | 0           | 0           | 0           | 0           | 0           | 1               | 0               | 0               | 0               | 0               | 0               | 0               | 0               | 0             | 0             | 0             | 0             | 0             | 0             | 0             | 0             | 1      | 0      | 0      | 0      | 0      | 0      | 0      | 0      |
| N. Michelow    | 6           | 0           | 0           | 0           | 0           | 0           | 0           | 0           | 6               | 1               | 0               | 0               | 0               | 5               | 0               | 0               | 3             | 0             | 0             | 0             | 0             | 0             | 0             | 0             | 15     | 1      | 0      | 0      | 0      | 5      | 0      | 0      |
| K. Pearce-Paul | 0           | 0           | 0           | 0           | 0           | 0           | 0           | 0           | 3               | 0               | 0               | 0               | 0               | 0               | 0               | 0               | 0             | 0             | 0             | 0             | 0             | 0             | 0             | 0             | 3      | 0      | 0      | 0      | 0      | 0      | 0      | 0      |
| M. Riccioni    | 9           | 0           | 0           | 0           | 0           | 0           | 0           | 0           | 0               | 0               | 0               | 0               | 0               | 0               | 0               | 0               | 5             | 0             | 0             | 0             | 0             | 0             | 0             | 0             | 14     | 0      | 0      | 0      | 0      | 0      | 0      | 0      |
| R. Segun       | 10          | 3           | 0           | 0           | 0           | 15          | 0           | 0           | 1               | 0               | 0               | 0               | 0               | 0               | 0               | 0               | 3             | 0             | 0             | 0             | 0             | 0             | 0             | 0             | 14     | 3      | 0      | 0      | 0      | 15     | 0      | 0      |
| G. Simpson     | 9           | 0           | 0           | 0           | 0           | 0           | 0           | 0           | 4               | 0               | 0               | 0               | 0               | 0               | 0               | 0               | 5             | 0             | 0             | 0             | 0             | 0             | 0             | 0             | 18     | 0      | 0      | 0      | 0      | 0      | 0      | 0      |
| O. Sodeke      | 2           | 0           | 0           | 0           | 0           | 0           | 0           | 0           | 2               | 0               | 0               | 0               | 0               | 0               | 0               | 0               | 0             | 0             | 0             | 0             | 0             | 0             | 0             | 0             | 4      | 0      | 0      | 0      | 0      | 0      | 0      | 0      |
| S. Spink       | 2           | 0           | 0           | 0           | 0           | 0           | 0           | 0           | 4               | 0               | 0               | 0               | 0               | 0               | 0               | 0               | 0             | 0             | 0             | 0             | 0             | 0             | 0             | 0             | 6      | 0      | 0      | 0      | 0      | 0      | 0      | 0      |
| K. Sylvester   | 0           | 0           | 0           | 0           | 0           | 0           | 0           | 0           | 5               | 1               | 0               | 0               | 0               | 5               | 0               | 0               | 0             | 0             | 0             | 0             | 0             | 0             | 0             | 0             | 5      | 1      | 0      | 0      | 0      | 5      | 0      | 0      |
| H. Tizard      | 11          | 1           | 0           | 0           | 0           | 5           | 0           | 1           | 3               | 1               | 0               | 0               | 0               | 5               | 0               | 0               | 2             | 0             | 0             | 0             | 0             | 0             | 0             | 0             | 16     | 2      | 0      | 0      | 0      | 10     | 0      | 1      |
| N. Tompkins    | 12          | 2           | 0           | 0           | 0           | 10          | 0           | 0           | 0               | 0               | 0               | 0               | 0               | 0               | 0               | 0               | 5             | 1             | 0             | 0             | 0             | 5             | 0             | 0             | 17     | 3      | 0      | 0      | 0      | 15     | 0      | 0      |
| C. West        | 0           | 0           | 0           | 0           | 0           | 0           | 0           | 0           | 1               | 0               | 0               | 0               | 0               | 0               | 0               | 0               | 0             | 0             | 0             | 0             | 0             | 0             | 0             | 0             | 1      | 0      | 0      | 0      | 0      | 0      | 0      | 0      |
| T. Willis      | 12          | 3           | 0           | 0           | 0           | 15          | 0           | 0           | 0               | 0               | 0               | 0               | 0               | 0               | 0               | 0               | 4             | 1             | 0             | 0             | 0             | 5             | 0             | 0             | 16     | 4      | 0      | 0      | 0      | 20     | 0      | 0      |
| L. Williams    | 3           | 0           | 0           | 0           | 0           | 0           | 1           | 0           | 0               | 0               | 0               | 0               | 0               | 0               | 0               | 0               | 2             | 1             | 0             | 0             | 0             | 5             | 0             | 0             | 5      | 1      | 0      | 0      | 0      | 5      | 1      | 0      |
| H. Wilson      | 6           | 0           | 0           | 0           | 0           | 0           | 0           | 1           | 4               | 1               | 0               | 0               | 0               | 5               | 1               | 0               | 4             | 0             | 0             | 0             | 0             | 0             | 0             | 0             | 14     | 1      | 0      | 0      | 0      | 5      | 1      | 1      |
| O. Wilson      | 0           | 0           | 0           | 0           | 0           | 0           | 0           | 0           | 1               | 2               | 0               | 0               | 0               | 10              | 0               | 0               | 0             | 0             | 0             | 0             | 0             | 0             | 0             | 0             | 1      | 2      | 0      | 0      | 0      | 10     | 0      | 0      |
| I. van Zyl     | 14          | 1           | 0           | 0           | 0           | 5           | 0           | 0           | 1               | 0               | 0               | 0               | 0               | 0               | 0               | 0               | 5             | 1             | 0             | 0             | 0             | 5             | 0             | 0             | 20     | 2      | 0      | 0      | 0      | 10     | 0      | 0      |
| C. Braley      | 0           | 0           | 0           | 0           | 0           | 0           | 0           | 0           | 2               | 1               | 0               | 0               | 0               | 5               | 1               | 0               | 0             | 0             | 0             | 0             | 0             | 0             | 0             | 0             | 2      | 1      | 0      | 0      | 0      | 5      | 1      | 0      |
| M. Clark       | 0           | 0           | 0           | 0           | 0           | 0           | 0           | 0           | 1               | 0               | 0               | 0               | 0               | 0               | 0               | 0               | 0             | 0             | 0             | 0             | 0             | 0             | 0             | 0             | 1      | 0      | 0      | 0      | 0      | 0      | 0      | 0      |
| S. Crean       | 2           | 0           | 0           | 0           | 0           | 0           | 0           | 0           | 6               | 0               | 0               | 0               | 0               | 0               | 0               | 0               | 0             | 0             | 0             | 0             | 0             | 0             | 0             | 0             | 8      | 0      | 0      | 0      | 0      | 0      | 0      | 0      |
| I. Moore-Aiono | 0           | 0           | 0           | 0           | 0           | 0           | 0           | 0           | 3               | 1               | 0               | 0               | 0               | 5               | 0               | 0               | 0             | 0             | 0             | 0             | 0             | 0             | 0             | 0             | 3      | 1      | 0      | 0      | 0      | 5      | 0      | 0      |
| T. Parton      | 2           | 0           | 0           | 0           | 0           | 0           | 0           | 0           | 3               | 0               | 0               | 0               | 0               | 0               | 0               | 0               | 1             | 0             | 0             | 0             | 0             | 0             | 0             | 0             | 6      | 0      | 0      | 0      | 0      | 0      | 0      | 0      |
| K. Pifeleti    | 4           | 1           | 0           | 0           | 0           | 5           | 0           | 0           | 1               | 0               | 0               | 0               | 0               | 0               | 0               | 0               | 0             | 0             | 0             | 0             | 0             | 0             | 0             | 0             | 5      | 1      | 0      | 0      | 0      | 5      | 0      | 0      |
| T. Swiel       | 1           | 1           | 0           | 1           | 3           | 14          | 0           | 0           | 2               | 0               | 0               | 0               | 11              | 22              | 0               | 0               | 0             | 0             | 0             | 0             | 0             | 0             | 0             | 0             | 3      | 1      | 0      | 1      | 14     | 31     | 0      | 0      |
| C. Tuipulotu   | 0           | 0           | 0           | 0           | 0           | 0           | 0           | 0           | 2               | 1               | 0               | 0               | 0               | 5               | 0               | 0               | 0             | 0             | 0             | 0             | 0             | 0             | 0             | 0             | 2      | 1      | 0      | 0      | 0      | 5      | 0      | 0      |